# Großer Preis von Deutschland 1922
| Endstand nach der 4. Etappe |                 |                          |
| Sieger                      | Adolf Huschke   | 38:33:31 h (27,058 km/h) |
| Zweiter                     | Paul Kohl       | + 0:22 min               |
| Dritter                     | Wilhelm Siewert | + 5:25 min               |
| Vierter                     | Richard Huschke | + 10:58 min              |
| Fünfter                     | Erich Aberger   | + 30:15 min              |
| Sechster                    | Fritz Fischer   | + 38:17 min              |
| Siebter                     | Felix Manthey   | + 38:19 min              |
| Achter                      | Jean Steingass  | + 39:14 min              |
| Neunter                     | Otto Büttner    | + 41:12 min              |
| Zehnter                     | Wilhelm Franke  | + 57:58 min              |

Der Große Preis von Deutschland, ein Vorläufer der heutigen Deutschland Tour, wurde nach elf Jahren Unterbrechung, unter anderem bedingt durch den Ersten Weltkrieg, vom 18. bis 23. Juli 1922 ausgetragen. Sie führte von Köln über Aachen, Trier und Mannheim zurück nach Köln. Die Gesamtlänge der Radrundfahrt betrug 1.043,3 Kilometer, wobei der Sieger diese mit einem Stundenmittel von 27,058 km/h bestritt.
Die 36 gestarteten Fahrer, davon drei ausländische, mussten die Distanz in vier Tagesabschnitten zurücklegen. Die Etappen waren nach jeweils einer der vier unterstützenden Fahrradfirmen benannt. Das Ziel in Köln erreichten 18 Fahrer.

## Verlauf
Die Rundfahrt stand ganz im Zeichen der Gebrüder Huschke. Während Adolf Huschke die ersten drei Tagesabschnitte gewann und sich auch den Rundfahrtssieg sicherte, siegte sein Bruder Richard Huschke auf dem abschließenden vierten Teilstück.

## Etappen
| Etappen   | Tag      | Start – Ziel     | Sponsor der Etappe | km    | Etappensieger   | Gesamterster  |
| --------- | -------- | ---------------- | ------------------ | ----- | --------------- | ------------- |
| 1. Etappe | 18. Juli | Köln – Aachen    | Allright           | 256,7 | Adolf Huschke   | Adolf Huschke |
| 2. Etappe | Juli     | Aachen – Trier   | Torpedo            | 253,3 | Adolf Huschke   | Adolf Huschke |
| 3. Etappe | Juli     | Trier – Mannheim | Komet              | 258,5 | Adolf Huschke   | Adolf Huschke |
| 4. Etappe | 23. Juli | Mannheim – Köln  | Continental        | 274,8 | Richard Huschke | Adolf Huschke |